# Ziggy Stardust (canción)
«Ziggy Stardust» es una canción escrita por el músico británico David Bowie para su álbum de 1972, The Rise and Fall of Ziggy Stardust and the Spiders from Mars. Líricamente, la canción trata sobre Ziggy Stardust, una estrella de rock alienígena bisexual y andrógina que actúa como un mensajero de seres extraterrestres. El personaje fue influenciado por el músico británico Vince Taylor, así como también del Legendary Stardust Cowboy y Kansai Yamamoto. A pesar de que a Ziggy fue introducido al principio del álbum, está canción fue la pieza central, presentando el ascenso y la caída de la estrella en un estilo muy humano. Musicalmente, la pieza es una canción de glam rock, al igual que el álbum principal, y se basa en una melodía de guitarra de Mick Ronson.
La canción fue versionada por la banda Bauhaus en 1982; su versión alcanzó el número 15 en UK Singles Chart. Mientras la grabación original de Bowie nunca fue publicada como sencillo, una versión en vivo de 1972 fue lanzada como sencillo en Francia en 1994 para promocionar el álbum Santa Monica '72. La canción ha sido remasterizado en varias ocasiones, incluyendo en 2012 para el aniversario 40th del álbum; está versión fue incluida como parte de la caja recopilatoria de 2015, Five Years (1969–1973).

## Composición y grabación

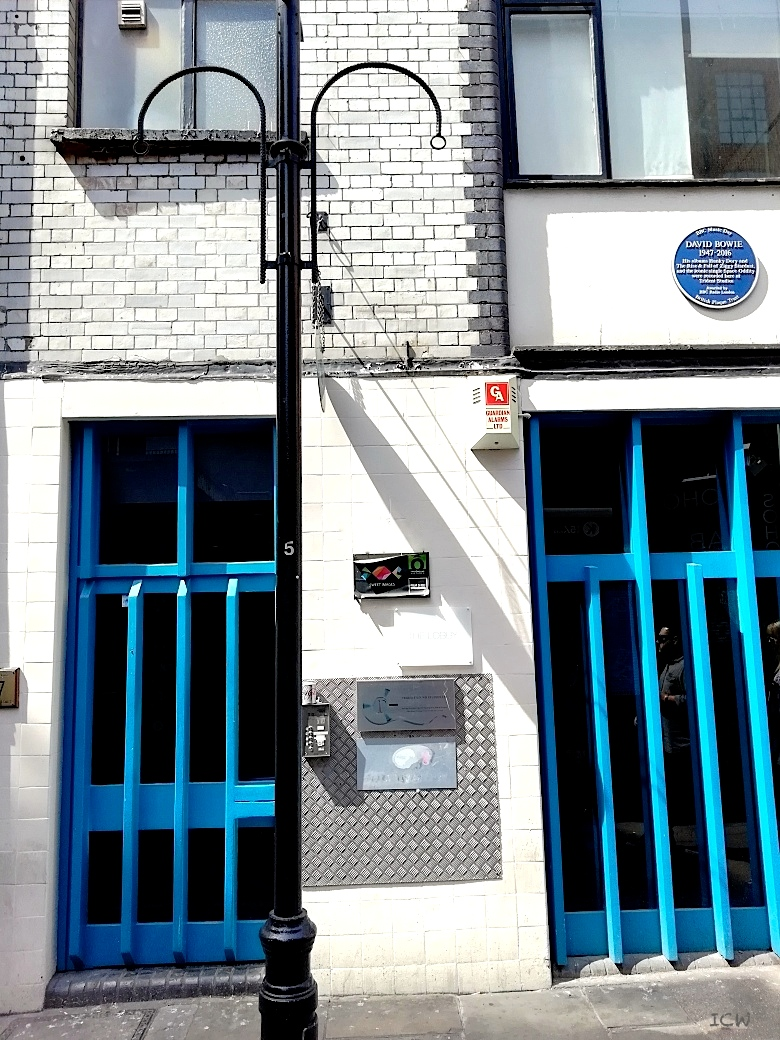
Los Trident Studios en 2018, donde el álbum fue grabado.

Bowie escribió «Ziggy Stardust» y la canción «Lady Stardust» con unos días de diferencia a inicios de 1971. Bowie grabó un demo acústico de la canción entre febrero y marzo de 1971 en los estudios Radio Luxembourg en Londres, casi al mismo tiempo en el que el grabó «Moonage Daydream» y «Hang On to Yourself» con su banda Arnold Corns. Este demo fue publicado como un bonus track en el relanzamiento de Ziggy Stardust en 1991 a través de Rykodisc. El demo también apareció en Ziggy Stardust – 30th Anniversary Reissue bonus disc en 2002.
La versión del álbum fue grabado en los Trident Studios en Londres el 11 de noviembre de 1971. Coproducida con Ken Scott, Bowie la grabó con su banda de soporte the Spiders from Mars, la cual consiste de Mick Ronson, Trevor Bolder y Mick Woodmansey. Bowie comienza a cantar, lo cual Doggett describe como "un meteorito de una galaxia distante", con la frase que define su héroe: Ziggy tocó la guitarra". Doggett describe los últimos segundos: "Luego, después de una de las mejores pausas capturadas en vinilo, se encontraba «Suffragette City»".

## Letra

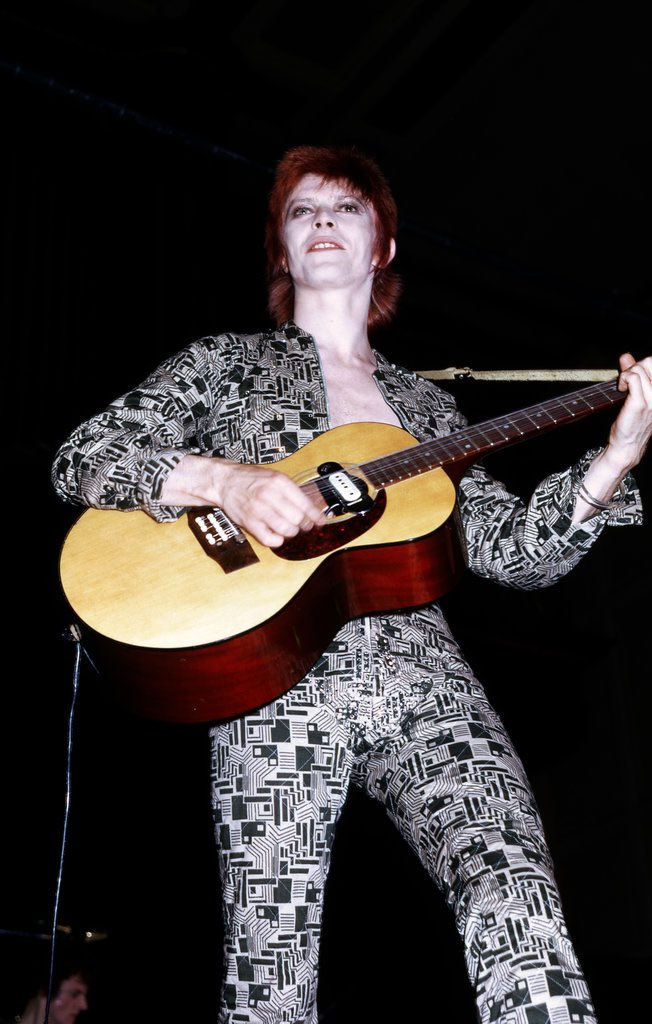
Bowie en carácter como Ziggy Stardust interpretando en la gira de Ziggy Stardust.

La canción describe el alter ego de Bowie, Ziggy Stardust, una estrella de rock que actúa como un mensajero para seres extraterrestres. El personaje fue inspirado por el músico británico Vince Taylor, aunque Taylor era solo una parte del modelo del personaje. Las alusiones de Bowie a Taylor incluían identificarse como un "mesías leproso". Otras influencias fueron el Legendary Stardust Cowboy y Kansai Yamamoto, quién diseño los trajes que Bowie vistió durante la gira. Bowie le dijo a Rolling Stone que el nombre "Ziggy" fue "uno de los pocos nombres cristianos que pude encontrar que comenzaban con la letra Z".
En el álbum, el personaje de Ziggy Stardust es introducido directamente en la tercera canción, «Moonage Daydream». Sin embargo, «Ziggy Stardust» es la pieza central de la narrativa del álbum presentando una cronología completa "desde el nacimiento hasta la muerte". Ziggy Stardust tiene varias características de las estrellas de rock: uso de drogas, un enorme pene. Toca la guitarra con la mano izquierda, la cual Doggett y Pegg creen que fue inspirada por el guitarrista estadounidense Jimi Hendrix con los versos "asesinado" por "los niños". Ziggy está "bien dotado" y tiene un "bronceado blanco como la nieve", a lo cual Pegg cree que sugiere la "personalidad escénica de Iggy Pop". Pegg también noto la presencia de Lou Reed de the Velvet Underground en el verso "came on so loaded man". De acuerdo con Pegg, el verso "making love with his ego" se refiere probablemente a Jim Morrison y Mick Jagger. El verso "Ziggy sucked up into his mind" repite la línea "your laughter is sucked in their brains" de la canción "Queen Bitch del álbum Hunky Dory.

## Lanzamiento y recepción
| "No estaba sorprendido del todo que «Ziggy Stardust» hiciera mi carrera. Empaque una estrella de rock de plástico totalmente creíble".—David Bowie, con Rolling Stone |

«Ziggy Stardust» es la novena canción del quinto álbum de estudio de Bowie, The Rise and Fall of Ziggy Stardust and the Spiders from Mars, publicado el 16 de junio de 1972 por RCA Records. La grabación original nunca fue publicado como sencillo, pero una versión en vivo grabada en el Santa Monica Civic Auditorium durante la gira de Ziggy Stardust fue publicado como sencillo en Francia y en los Estados Unidos en 1994 para promocionar el álbum Santa Monica '72 (1994). En el momento de la muerte de Bowie, la canción alcanzó el número 86 en las listas de sencillos portuguesas, el número 75 en el Billboard Japan Hot 100 y el número 17 en el Billboard Hot Rock & Alternative Songs de los Estados Unidos.
Desde su lanzamiento,» Ziggy Stardust» ha recibido aclamación de los críticos de la música, con la mayoría elogiando la historia, la melodía de la guitarra y la interpretación de la banda. Ultimate Classic Rock posicionó a "Ziggy Stardust" en el segundo lugar de Las 10 Mejores Canciones de los 70s, detrás de «20th Century Boy» por T. Rex, la cual fue escrita por Marc Bolan. Ian Fortnam de Classic Rock, posicionó cada canción del álbum de peor a mejor, colocando la canción en cuarto lugar, elogiando la narración de la historia, el trabajo de guitarra de Mick Ronson y la interpretación de Bowie. En 2018, los escritores de NME posicionaron a "Ziggy Stardust" en el número 20 de las Mejores 40 canciones de David Bowie. Rolling Stone describió la canción como "una de las más rockeras, y mejores, baladas". En 2010, la canción fue posicionada en el número 282 en Las 500 mejores canciones de todos los tiempos según Rolling Stone. Esta es una de las cuatro canciones de David Bowie en ser incluidas en The Rock and Roll Hall of Fame's 500 Songs that Shaped Rock and Roll.

## Versiones en vivo
- El 16 de mayo de 1972, Bowie grabó «Ziggy Stardust» para el programa de radio de la BBC Sounds of the 70s, presentando por John Peel; las sesiones fueron transmitidas una semana después.[28] En 2000, está grabación fue publicada en el álbum compilatorio Bowie at the Beeb.[29]
- Una versión grabada en el Hammersmith Odeon en Londres, el 3 de julio de 1973 fue publicada en Ziggy Stardust: The Motion Picture en 1983.[30]
- Otra versión en vivo grabada en el Santa Monica Civic Auditorium el 20 de octubre de 1972 fue publicado en Rarestonebowie y Live Santa Monica '72.[31]
- Actuaciones de la gira The Stage han sido publicadas en Stage (1978) y Welcome to the Blackout (Live London '78) (2018).[32][33]
- Bowie interpretó la canción en el Festival de Glastonbury el 25 de junio de 2000, siendo publicada en 2018 en el álbum Glastonbury 2000.[34]
- Una versión grabada en noviembre de 2003 durante la gira de A Reality fue publicada en el álbum, A Reality Tour, en 2010.[35]

## Otros lanzamientos
- La canción fue publicado como lado B del lanzamiento de sencillo de «The Jean Genie» el 24 de noviembre de 1972.[36]
- La canción ha aparecido en numerosos álbumes compilatorios de David Bowie: 
  - Changesonebowie (1976)
  - Sound + Vision (1989)
  - Changesbowie (1990)
  - The Singles Collection (1993)
  - The Best of David Bowie 1969/1974 (1997)
  - Best of Bowie (2002)
  - Nothing has changed. (2014)
  - Bowie Legacy (2016)
- La canción aparece en la banda sonora de la película de 2016, Kong: Skull Island.[37]

## Créditos
Créditos adaptados desde las notas del álbum.
- David Bowie – voz principal, guitarra acústica
- Mick Ronson – guitarra eléctrica y rítmica
- Trevor Bolder – bajo eléctrico
- Mick Woodmansey – batería

## Posicionamiento
| Gráficas (2016)                                         | Pico de posición |
| ------------------------------------------------------- | ---------------- |
| Japón (Billboard Hot 100)                               | 75               |
| Suecia (Sverigetopplistan)                              | 86               |
| Francia (SNEP)                                          | 79               |
| Portugal (AFP)                                          | 86               |
| Estados Unidos (Billboard Hot Rock & Alternative Songs) | 17               |

## Versión de Bauhaus

### Antecedentes

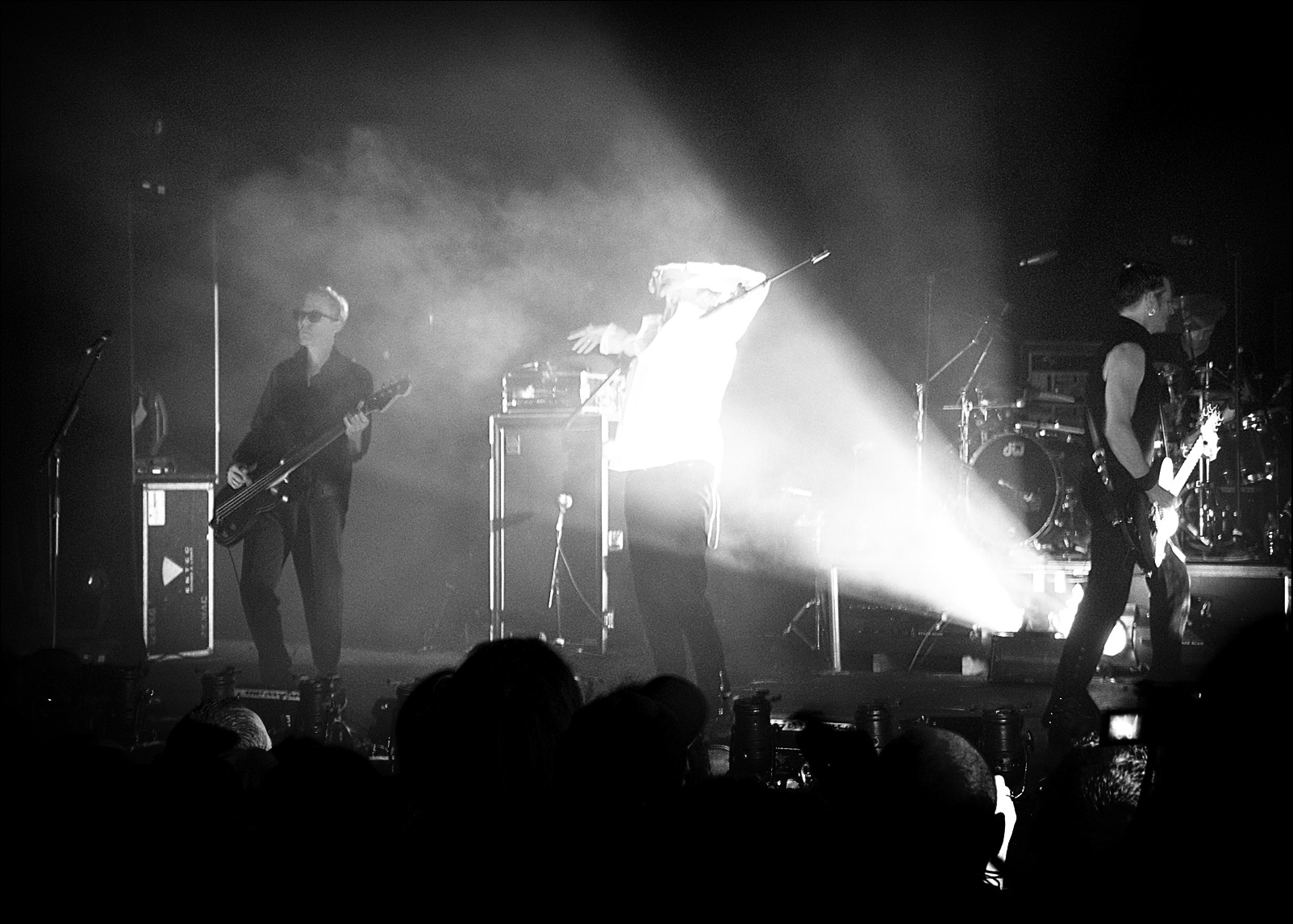
Bauhaus interpretando en Londres en 2006.

Bauhaus grabó su versión en una sesión de la BBC Radio en 1982. Su versión ha sido categorizada como gothic rock y post-punk. El grupo filmó un video musical para el cover en agosto de 1982 en el Roundhouse bajo un Camden Market en Londres.
La versión de Bauhaus fue lanzado como sencillo en octubre de 1982 a través de Beggars Banquet en formato 7" y 12" (como BEG 83 y BEG 83T, respectivamente). El lado B fue un cover de la canción de Brian Eno, «Third Uncle» del álbum de 1974, Taking Tiger Mountain (By Strategy), la cual fue grabada en el mismo momento que «Ziggy Stardust». El sencillo alcanzó la posición #15 en las listas de sencillos británicas, ganándole una oportunidad de aparecer en el programa de televisión Top of the Pops. La canción luego apareció en el álbum de 1989, Swing the Heartache: The BBC Sessions.

### Lista de canciones
7" single
1. «Ziggy Stardust» – 3:13
2. «Third Uncle» – 5:11

12" single
1. «Ziggy Stardust» – 3:13
2. «Party of the First Part» – 5:22
3. «Third Uncle» – 5:11
4. «I'm Waiting for the Man» – 5:31

### Posicionamiento
| Gráfica (1982)                       | Pico de posición |
| ------------------------------------ | ---------------- |
| UK Singles (Official Charts Company) | 15               |